# Bob Brown
Robert James Brown (sinh ngày 27 tháng 12 năm 1944) là một cựu chính khách, bác sĩ y khoa và nhà môi trường người Úc. Ông là thượng nghị sĩ và lãnh đạo quốc hội của Đảng Xanh Úc. Brown được bầu vào Thượng viện Úc trên vé Đảng Xanh Tasmania, cùng với thượng nghị sĩ Đảng Xanh Tây Úc Dee Margetts thành lập nhóm thượng nghị sĩ Đảng Xanh Úc đầu tiên sau cuộc bầu cử liên bang năm 1996. Ông được bầu lại vào năm 2001 và năm 2007, ông là thành viên đồng tính công khai đầu tiên của Quốc hội Úc và là nhà lãnh đạo đồng tính công khai đầu tiên của một đảng chính trị Úc.
Trong khi phục vụ tại quốc hội Tasmania, Brown đã vận động thành công cho một sự gia tăng lớn trong các khu vực hoang dã được bảo vệ. Brown đã lãnh đạo Đãng Xanh Úc từ nền tảng của đảng vào năm 1992 cho đến tháng 4 năm 2012, giai đoạn các cuộc thăm dò đã tăng lên khoảng 10% ở cấp tiểu bang và liên bang (13,9% số phiếu bầu chính trong năm 2010). Từ năm 2002 đến 2004, khi các đảng nhỏ nắm giữ cán cân quyền lực tại Thượng viện, Brown trở thành một chính khách được công nhận. Vào tháng 10 năm 2003, Brown là chủ đề thu hút sự chú ý của truyền thông quốc tế khi ông bị đình chỉ khỏi quốc hội vì bị can thiệp trong một địa chỉ của tổng thống Hoa Kỳ George W. Bush.
Vào ngày 13 tháng 4 năm 2012, Brown đã từ chức lãnh đạo của Đảng Xanh và cho biết ý định từ chức của ông tại Thượng viện vào tháng 6. Điều này xảy ra vào ngày 15 tháng 6 năm 2012.

## Tuổi thơ và giáo dục
Brown được sinh ra ở Oberon, New South Wales, một trong những cặp song sinh, và học tại trường công lập Trunkey, trường trung học Coffs Harbor (1957–60) và trường trung học Blacktown Boys. Vào năm cuối, ông được bầu làm đội trưởng trường.
Sau khi học xong trung học, Brown đăng ký học ngành y tại Đại học Sydney, nơi ông có bằng Cử nhân Y khoa và Phẫu thuật.

## Đời tư
Trong một cuộc phỏng vấn trên báo năm 1976, Brown tuyên bố rằng ông có bạn tình đồng giới để làm nổi bật sự phân biệt đối xử và khuyến khích cải cách luật pháp vì hoạt động đồng tính luyến ái ở Tasmania vẫn là một tội ác cho đến năm 1997.
Brown hiện đang sống ở Eggs and Bacon Bay, Tasmania với đối tác lâu năm của mình, Paul Thomas, một nông dân và nhà hoạt động mà ông gặp vào năm 1996.
Vào năm 1990, Brown là người sáng lập Australian Bush Heritage Fund, nay là Bush Heritage Australia, một tổ chức môi trường phi lợi nhuận chuyên mua và bảo tồn vùng rừng rậm Úc. Ông là chủ tịch của tổ chức cho đến năm 1996 Vào ngày 20 tháng 3 năm 2011 Brown đã tặng một tài sản và ngôi nhà rộng 14 ha (35 mẫu Anh) mà ông đã sở hữu trong 38 năm cho Bush Heritage Australia. Khách sạn nằm 47 km (29 dặm) về phía tây nam Launceston, Tasmania, trong thung lũng Liffey. Theo Địa lý Úc, đây là một trang web có ý nghĩa lịch sử và biểu tượng.
Brown tự mô tả mình là một "Trưởng lão mất hiệu lực".
Trong một cuộc phỏng vấn với Richard Fidler trên đài phát thanh ABC, Nigel Brennan, một phóng viên ảnh người Úc bị bắt cóc ở Somalia và bị bắt làm con tin trong 462 ngày, tiết lộ Brown đã đóng góp 100.000 đô la tiền của mình để giúp trả tiền chuộc. Nó cũng được tiết lộ rằng Brown đã liên lạc với doanh nhân người Úc Dick Smith yêu cầu ông cũng đóng góp quỹ cho việc phát hành Brennan Brennan, người được phát hành vào tháng 11 năm 2009, cũng tuyên bố trong cuộc phỏng vấn này rằng Brown phải vay số tiền này, một khẳng định cũng được đưa ra trên các phương tiện truyền thông khác nhau tại thời điểm phát hành của Brennan. Trong cùng một cuộc phỏng vấn, Brennan lưu ý rằng trái ngược với lòng trắc ẩn của Brown, chính phủ Úc dường như không quan tâm đến phúc lợi của mình, Thủ tướng Kevin Rudd đã bác bỏ sự lo lắng của mẹ mình khi sinh con trai.
Vào tháng 7 năm 2012, Bob Brown được giới thiệu vào Đại sảnh Danh vọng tại trường trung học Coffs Harbor, nơi ông đã trải qua một phần đáng kể của những năm học cấp hai.